# Am Seedeich

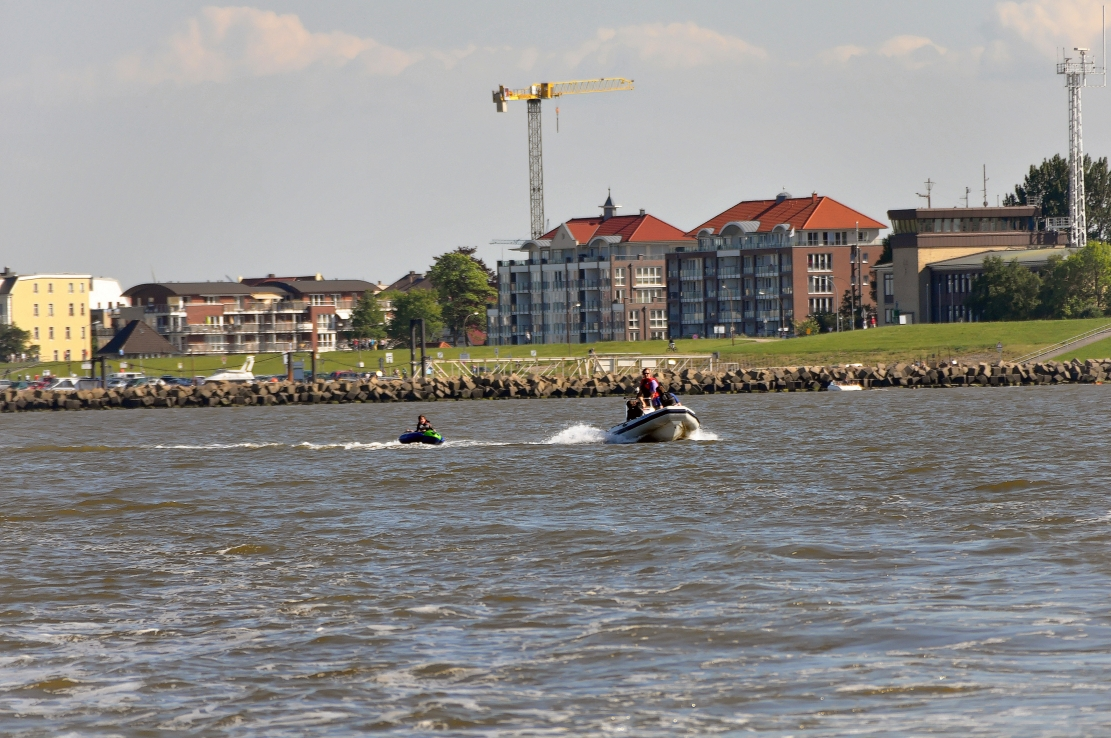
Häuser Nr. 26 bis 36

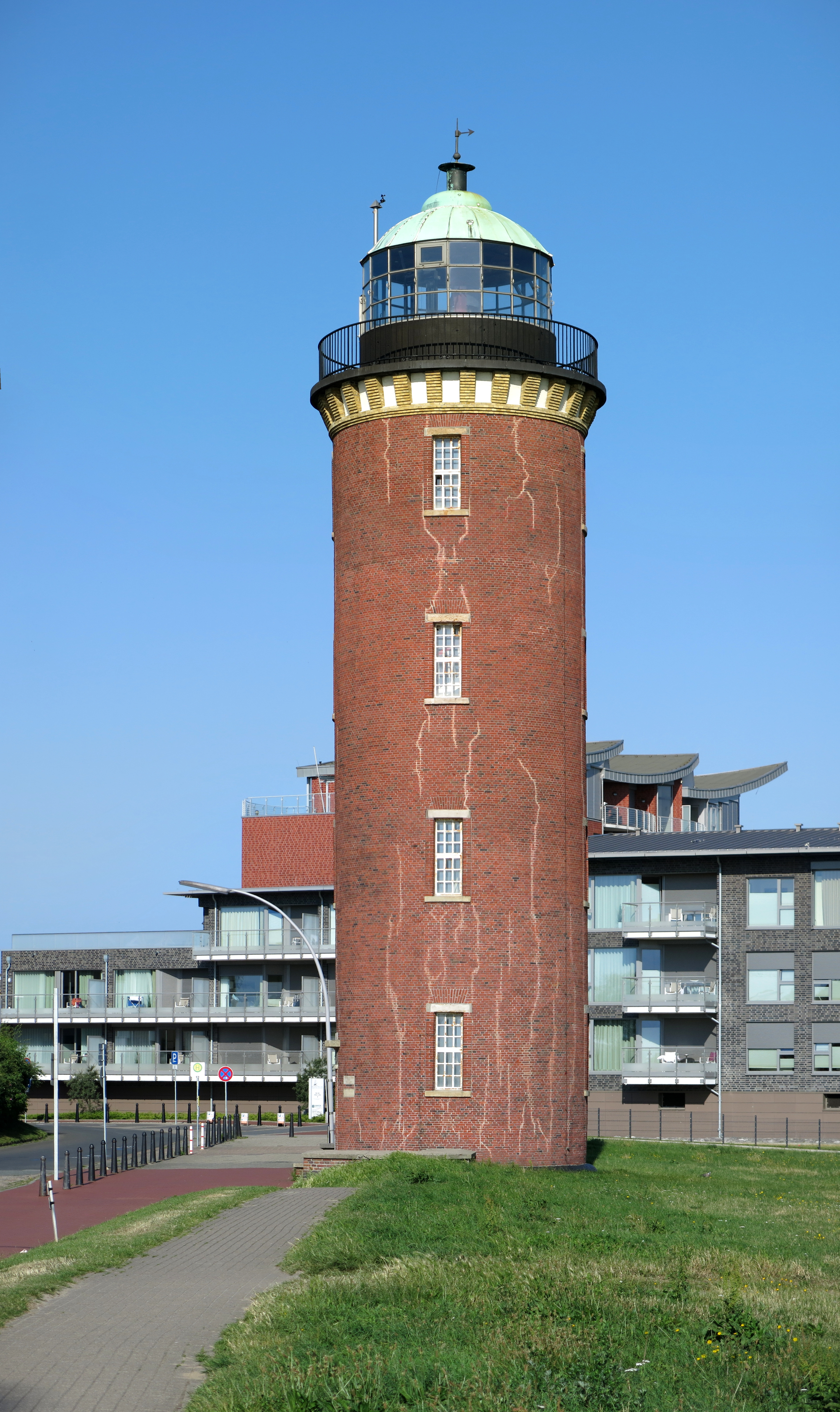
Hamburger Leuchtturm

Die Straße Am Seedeich in Cuxhaven ist eine touristisch bedeutsame, ca. 0,9 km lange Straße an der Nordsee. Sie führt in Ost-West-Richtung von der Deichstraße / Am Alten Hafen bis zum Döser Deich und der Grimmershörnbucht.

## Nebenstraßen
Die Neben- und Anschlussstraßen wurden benannt als
Deichstraße nach dem ursprünglichen Verlauf am westlichen Hafenobdeich, früher „By dem Dieke“, Am Alten Hafen 1928 nach dem Alten Fischereihafen (zuvor Elbestraße), Kasernenstraße 1895 nach den früheren sogenannten „Bretterkasernen“ (von nach 1892) des Marinestützpunktes Cuxhaven und Döser Deich nach dem Ort.

## Geschichte

### Name
Die Straße wurde nach der Lage an der See und dem Deich benannt.   

### Entwicklung

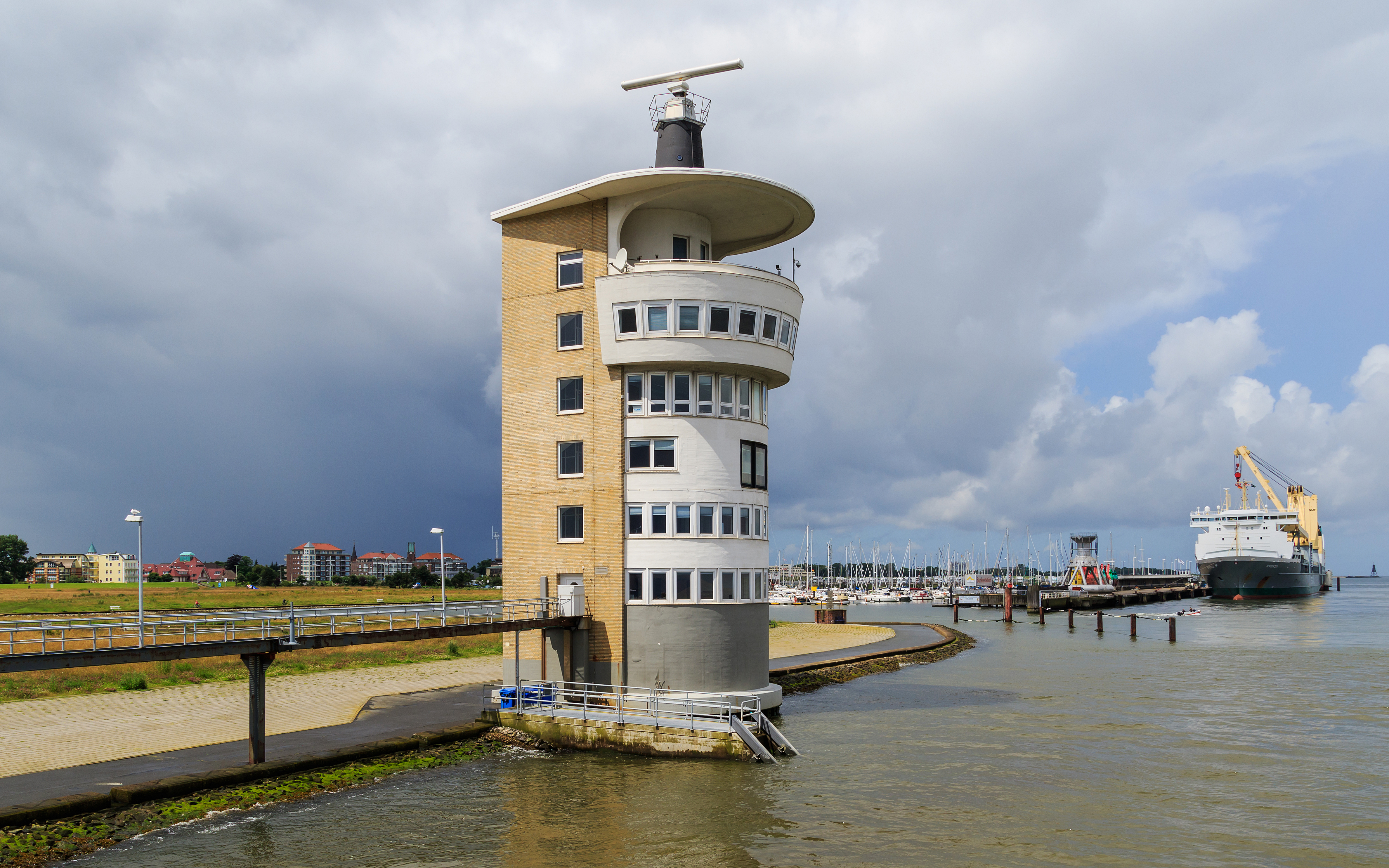
Radarturm Cuxhaven

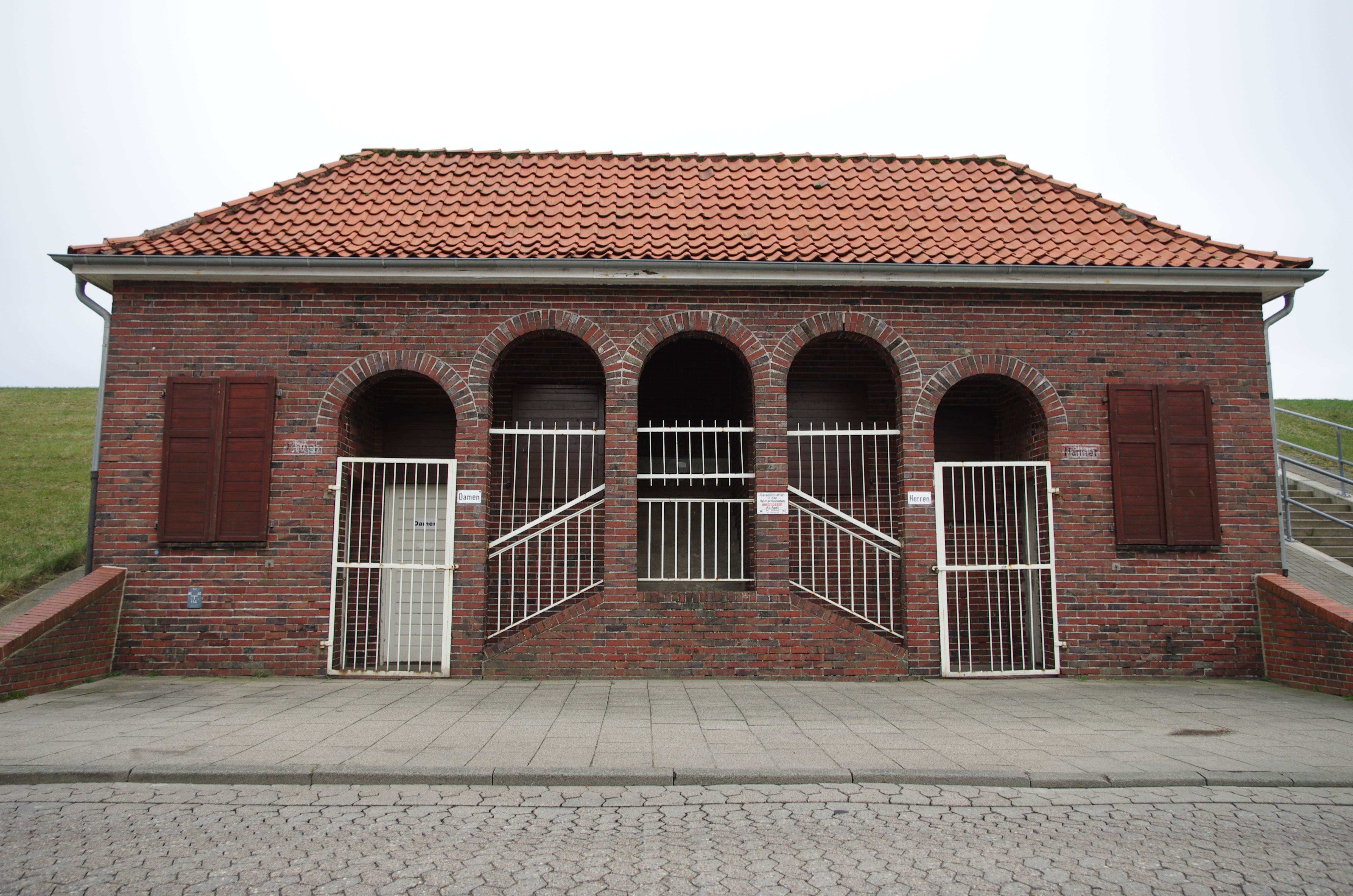
Bedürfnisanstalt

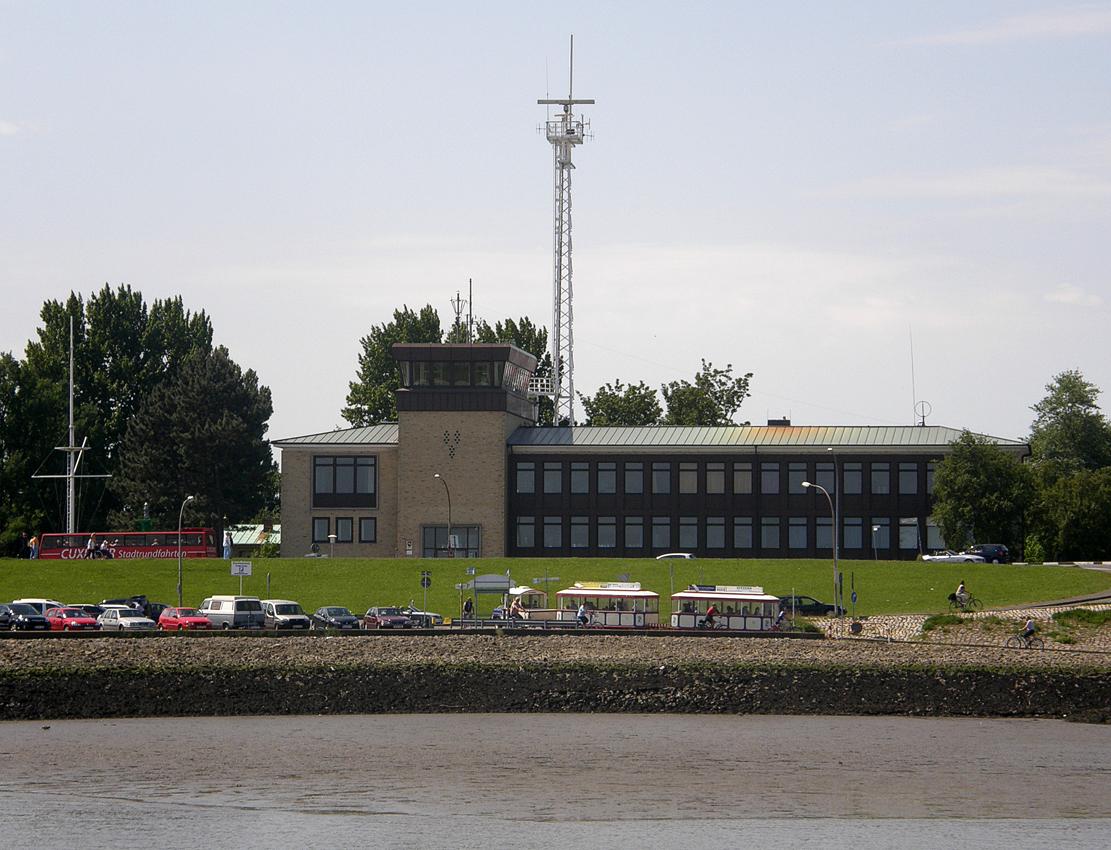
Nr. 36: Seefahrtschule

Der Ritzebüttler Amtmann (1809–1811) sowie danach Hamburger Senator und Bürgermeister Amandus Augustus Abendroth (1767–1842) gründete 1816 das Nordseebad Cuxhaven.
Nachdem 1872 Ritzebüttel und Alt-Cuxhaven vereinigt wurden, erfolgte ein stärkerer Ausbau des Ortsgebietes in Richtung Westen. 1905 kam Döse zu Cuxhaven. 1890 hatte Cuxhaven 4.905 Einwohner, 1910 waren es schon 14.888. Döse und die Straße Am Seedeich wurden zum touristischen Schwerpunkt der Stadt. An der Straße entstanden um 1900 viele Villen und Wohnhäuser.
Verkehrlich wird die Straße durch die Buslinien 1005 (Bahnhof–Fährhafen) und 1006 (Bahnhof–Fährhafen–Duhnen) der KVG erschlossen.

## Gebäude, Anlagen (Auswahl)
An der Straße stehen zumeist zwei- bis fünfgeschossige Gebäude. Die mit D gekennzeichnete Häuser stehen unter Denkmalschutz.
- Nr. 1: Wohnhaus auch mit Ferienwohnungen
- Nr. 2: Siebengeschossiges Hotel als Neubau
- Nr. 5: Zwei- dreigeschossige Villa von 1905 (D) nach Plänen von Rudolph Glocke, heute Ferienwohnungen
- Nr. 6: Fünfgeschossiges Haus Elena als Neubau
- Nr. 7: Viergeschossiges historisierendes verputztes Mehrfamilienhaus von 1914  (D), heute Ferienwohnungen
- Nr. 9: Wohn- und Geschäftshaus mit Lohmanns Tierzucht
- Nr. 10: Zweigeschossiges historisierendes verputzte (neoklassizistische Elemente) Villa von um 1900, heute mit Ferienwohnungen
- Nr. 12: Mehrfamilienhaus (D)
- Nr. 13: Mehrfamilienhaus (D)
- Nr. 17: Fünfgeschossiges verklinkertes neueres Wohnhaus mit Ferienwohnungen
- Nr. 18: Zweigeschossige Villa Cux von um 1900 mit Ecktürmchen und Ferienapartments
- Nr. 23: Fünfgeschossiges sehr differenziertes neueres Ferien-Apartmenthaus
- Nr. 26: Viergeschossiges Wohnhaus von um 1900 (D), heute Hotel
- Nr. 27: Viergeschossiges neueres Wohnhaus mit Staffelgeschoss am Standort des früheren Seefahrerkrankenhauses, heute Wohnungen und Ferienwohnungen
- Eingeschossige Bedürfnisanstalt Am Seedeich von 1926 mit fünf runden Arkaden (D)
- Yachthafen mit Seglermesse, Lokal, Schiffsansagedienst und Parkplatz
  - 23 Meter hoher runder Hamburger Leuchtturm von 1804 (D), bis 2001 in Betrieb, heute im Privatbesitz
  - 34 Meter hoher Radarturm Cuxhaven
  - Skulptur Vogelflug von 2002 vom Hadelner Bildhauer Frijo Müller-Belecke
- Nr. 34: Fünfgeschossiges neueres Haus Nordseeblick 2
- Nr. 36: Zweigeschossiger Neubau von 1959 der Staatlichen Seefahrtschule Cuxhaven mit dreigeschossigen Mittelbau; früher Standort von Fort Grimmershörn, das nur 1914 durch die kurze Zeit bestehende Straßenbahn Cuxhaven erreicht wurde
- Nr. 38: Siebengeschossiges gestaffeltes neueres Gebäude als Seeterrassen Grimmershörn mit Restaurant und Appartements

Hinweise auf
- Am Alten Hafen Nr. 5: 4-gesch. Haus Continental von 1886 (D), früher die GastwirtschaftSchifferhaus, heute Hotel mit Restaurant
- Döser Seedeich Nr. 1–4: Vier verputzte, zweigeschossige Häuser Döser Seedeich 1 bis 4 (D), als Wohn- und Ferienhäuser etwa zeitgleich um 1900 im Stil der Bauten der Jahrhundertwende entstanden